# Dovedale Hort

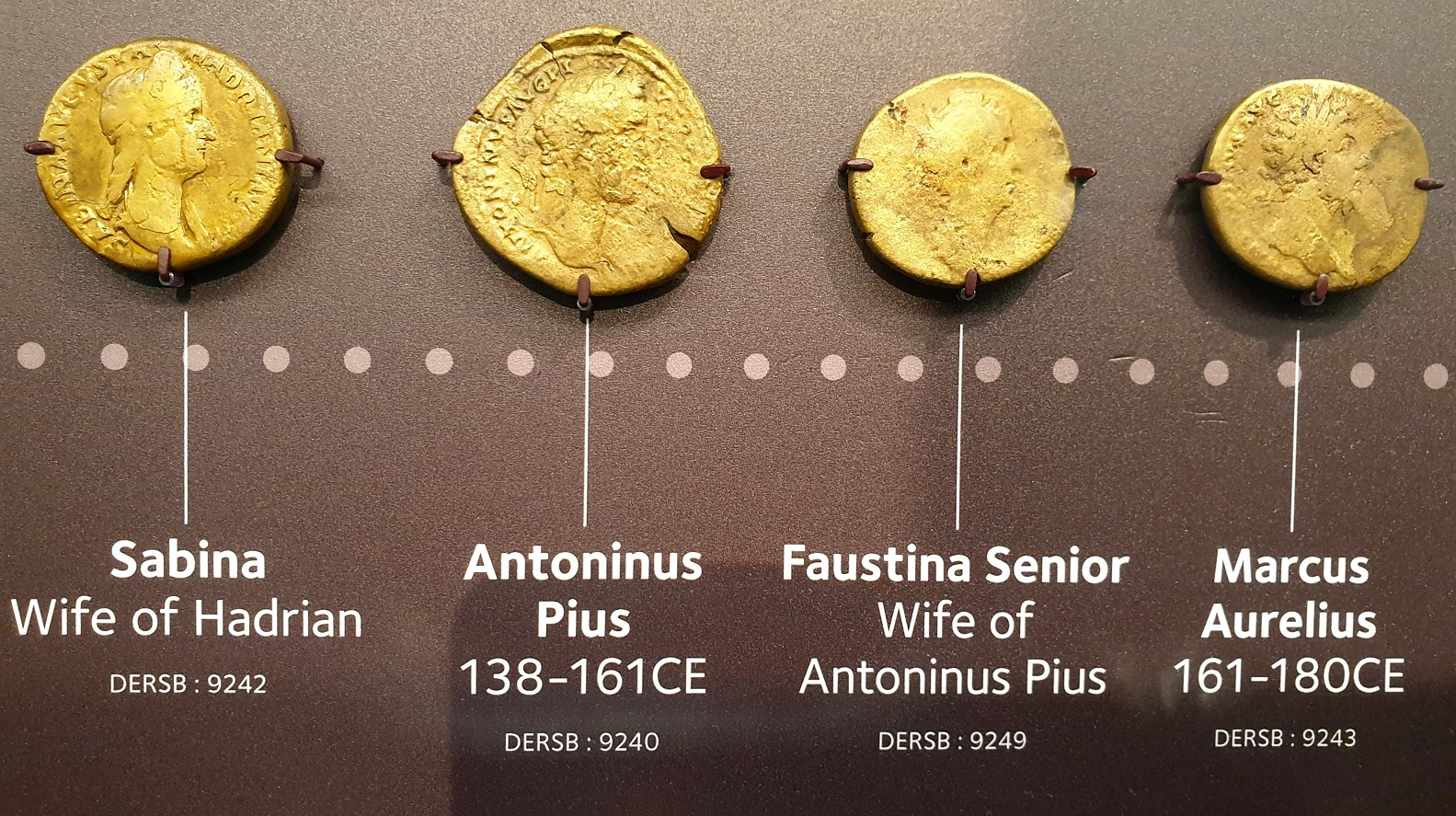
Römische Münzen des Dovedale Horts – Buxton Museum

Der Dovedale Hort (auch Reynard’s Kitchen Cave Hort) in der Höhle „Reynard’s Kitchen Cave“ im Dovedale, in Derbyshire in England wurde 2014 von Archäologen ausgegraben. Der Fundort ist ungewöhnlich. Münzschätze jener Zeit wurden bislang nicht in Höhlen gefunden.
Scherben und Tierknochen wurden bereits bei einer kleinen Ausgrabung im Jahre 1959 gefunden. Die Erstentdeckung von vier Münzen erfolgte durch einen Bergsteiger, der während eines Regens in der Höhle Schutz suchte. Seitdem wurden 26 Gold- und Silbermünzen gefunden, die aus der Zeit vor der römischen Invasion Großbritanniens stammen. Daneben wurde eine römische Fibel gefunden.
Während der Großteil des Schatzes dem keltischen Stamm der Corieltauvi zugeschrieben wird, sind vier Münzen römischen Ursprungs. Es ist das erste Beispiel, bei dem Münzen beider Zivilisationen gemeinsam deponiert wurden.